# Luciano Aristei
Luciano Aristei (Spello, 18 novembre 1948) è un allenatore di calcio ed ex calciatore italiano, di ruolo centrocampista.

## Caratteristiche tecniche
È stato un centrocampista che nel corso della sua carriera ha arretrato progressivamente il suo raggio di azione.

## Carriera

### Giocatore

Aristei (in piedi, secondo da sinistra) nella SPAL del 1975-1976.

Cresciuto nelle giovanili del Bologna, senza riuscire ad approdare in prima squadra, trascorre quasi interamente la propria carriera in Serie B militando dapprima nel Catanzaro, dal 1968 al 1970, quindi nel Taranto sino al 1975, con allenatori Mario Caciagli, Zeffiro Furiassi e Guido Mazzetti.
Approda quindi alla SPAL per un unico campionato, poi al Brescia nel 1976 e alla Ternana nel 1977, per un totale di 303 presenze e 26 reti realizzate nella serie cadetta.
Passa poi, nel 1978, al Livorno in Serie C1, per poi scendere nel 1979 in Serie C2 nella Civitanovese. Dopo due campionati di C2 nelle Marche, torna in C1 con i rossoblù e di nuovo in C2 con il Foligno, dove chiude con il calcio giocato nel 1983.

### Allenatore
Cessata l'attività agonistica, ha intrapreso quella di allenatore, guidando fra l'altro il Foligno, il Gualdo e il Potenza.